# 長谷部健太
長谷部 健太（はせべ けんた、1991年5月20日 - ）は、日本のローンボウリング選手。本業は学校の教員である。

## 概要
クライストチャーチで開催された2016年ワールド・アウトドア・ボウルズ・チャンピオンシップに日本代表として出場し、佐藤久治と江村健一とともにトリプルスで銅メダルを獲得した。銅メダルは、日本初のボーリングメダルであった。
2020年ワールド・アウトドア・ボウルズ・チャンピオンシップにて2度目のワールドチャンピオンに輝いた。